# The Silhouettes
The Silhouettes byla americká doo-wopopová skupina založená v roce 1956 ve Filadelfii. Jejím největším hitem byla píseň „Get a Job“ z roku 1957, která se umístila na prvním místě americké hitparády. Na tento hit však již nikdy žádným dalším nenavázala a v roce 1968 se rozpadla. V osmdesátých letech se opět její členové dali dohromady a koncertovali spolu až do roku 1993. Podle slov z jejich nejznámější písně se pojmenovala skupina Sha Na Na.